# SU Андромеды
SU Андромеды (лат. SU Andromedae) — углеродная звезда в созвездии Андромеды. Является переменной звездой-сверхгигантом, относящейся к классу медленных неправильных переменных, видимая звёздная величина меняется от 8,5 в минимуме блеска до 8,0 в максимуме блеска, период надёжно не определяется.

## Переменность
Томас Эспин отметил возможную переменность звезды в 1895 году. Вильямина Флеминг в 1906 году исследовала фотопластинки для создания каталога Генри Дрейпера, когда независимо открыла и подтвердила переменность этой звезды.

## Спектр
Спектр SU Андромеды обладает полосами Свана молекул углерода C2. Такие звёзды относят к классу N по гарвардской схеме классификации, это объекты, у которых синяя часть континуума полностью затемняется молекулярными полосами поглощения. Позднее спектральные классы углеродных звёзд были обновлены в системе Моргана-Кинана, после чего SU Андромеды относят к классу C64, что означает относительно холодную углеродную звезду, индекс 4 показывает умеренную интенсивность полосы Свана.
В рамках современной пересмотренной системы Моргана-Кинана SU Андромеды относят к классу C-N5 C26-. Спектральный класс C-N отличает такие звёзды от объектов класса C-R, у которых континуум в синей области не полностью перекрывается полосами поглощения. Классификация, основанная на инфракрасном спектре, относит звезду к классу C5 II, снова к классу умеренно холодных звёзд класса светимости II (яркий гигант).

## Объект-компаньон
SU Андромеды расположена в 22" от объекта звёздной величины 12,77, возможно звезды главной последовательности спектрального класса F0. Согласно второму релизу данных Gaia параллакс звезды равен 0,7479 ± 0,0905, а абсолютная звёздная величина равна +2,4. Движение в пространстве у этого объекта такое же, как у SU Андромеды. Если предположить, что объекты движутся совместно,  абсолютная звёздная величина SU Андромеды равна −2.2.